# Wziąchów
Wziąchów – wieś w Polsce położona w województwie wielkopolskim, w powiecie gostyńskim, w gminie Pogorzela.
W okresie Wielkiego Księstwa Poznańskiego (1815-1848) miejscowość należała do wsi większych w ówczesnym pruskim powiecie Krotoszyn w rejencji poznańskiej. Wziąchów  należał do okręgu borkowskiego tego powiatu i stanowił odrębny majątek, którego właścicielem był wówczas Józef Sokolnicki. Według spisu urzędowego z 1837 roku wieś liczyła 255 mieszkańców, którzy zamieszkiwali 22 dymy (domostwa).
W latach 1975–1998 miejscowość administracyjnie należała do województwa leszczyńskiego.